# Luke Durbridge
Luke Durbridge (Greenmount, 9 april 1991) is een Australisch weg- en baanwielrenner die sinds 2012 rijdt voor de vanaf 2024 Team Jayco AlUla geheten wielerploeg.

## Baanwielrennen

### Palmares
| Jaar     | NK                                   | CK       | WK                                 | Overig                             |
| Junioren | Junioren                             | Junioren | Junioren                           | Junioren                           |
| -------- | ------------------------------------ | -------- | ---------------------------------- | ---------------------------------- |
| 2008     | Ploegenachtervolging · Achtervolging |          | Ploegenachtervolging · Puntenkoers |                                    |
| 2009     | Achtervolging                        |          | Ploegkoers · Ploegenachtervolging  |                                    |
| Elite    |                                      |          |                                    |                                    |
| 2008     |                                      |          |                                    | WB Melbourne: Ploegenachtervolging |
| 2009     | Ploegenachtervolging                 |          |                                    | WB Melbourne: Ploegenachtervolging |
| 2010     | Ploegenachtervolging · Puntenkoers   |          |                                    | WB Peking: Ploegenachtervolging    |
| 2011     | Puntenkoers · Ploegenachtervolging   |          | Ploegenachtervolging               |                                    |

## Wegwielrennen

### Overwinningen
2009
 Wereldkampioen tijdrijden, Junioren
2010
Memorial Davide Fardelli
2011
 Australisch kampioen tijdrijden, Beloften
 Wereldkampioen tijdrijden, Beloften
Proloog Olympia's Tour
5e etappe Olympia's Tour
Chrono Champenois
2012
 Australisch kampioen tijdrijden, Elite
Proloog Critérium du Dauphiné
3e etappe Ronde van de Sarthe
Eindklassement Ronde van de Sarthe
Jongerenklassement Ronde van de Sarthe
4e etappe Ronde van Poitou-Charentes
Eindklassement Ronde van Poitou-Charentes
Jongerenklassement Ronde van Poitou-Charentes
2e etappe Eneco Tour (ploegentijdrit)
Duo Normand (met Svein Tuft)
2013
 Australisch kampioen tijdrijden, Elite
 Australisch kampioen op de weg, Elite
2e etappe Jayco Bay Cycling Classic
3e etappe Ronde van de Sarthe
Duo Normand (met Svein Tuft)
2014
 Oceanisch kampioen op de weg, Elite
1e etappe Ronde van Italië (ploegentijdrit)
2015
1e etappe Ronde van Italië (ploegentijdrit)
2016
Duo Normand (met Svein Tuft)
2017
3e etappe deel B Driedaagse van De Panne-Koksijde
2019
 Australisch kampioen tijdrijden, Elite
2020
 Australisch kampioen tijdrijden, Elite
1e etappe Ronde van Tsjechië (ploegentijdrit)
2025
 Australisch kampioen op de weg, Elite

### Resultaten in voornaamste wedstrijden
| Jaar | Ronde van Italië | Ronde van Frankrijk | Ronde van Spanje |
| ---- | ---------------- | ------------------- | ---------------- |
| 2012 |                  |                     |                  |
| 2013 | 142e             |                     |                  |
| 2014 | opgave           | 122e                |                  |
| 2015 | 109e             | 151e                |                  |
| 2016 |                  | 112e                |                  |
| 2017 |                  | opgave              |                  |
| 2018 |                  | 118e                |                  |
| 2019 | 78e              | 109e                |                  |
| 2020 |                  |                     |                  |
| 2021 |                  | 100e                |                  |
| 2022 |                  | opgave              | 112e             |
| 2023 |                  | 130e                |                  |
| 2024 |                  | 123e                |                  |
| 2025 |                  | 137e                |                  |

| Jaar | Milaan-San Remo | Gent-Wevelgem | Ronde van Vlaanderen | Parijs-Roubaix | Amstel Gold Race | Luik-Bast.‑Luik | Ronde van Lombardije | E3 Saxo Classic | Dwars door Vlaanderen | Strade Bianche |  | WK op de weg |  | Wereldranglijsten |
| ---- | --------------- | ------------- | -------------------- | -------------- | ---------------- | --------------- | -------------------- | --------------- | --------------------- | -------------- |  | ------------ |  | ----------------- |
| 2012 |                 |               |                      |                |                  |                 |                      |                 |                       |                |  |              |  | 76e (UWT)         |
| 2013 |                 |               |                      | 110e           |                  |                 | opgave               |                 |                       |                |  |              |  |                   |
| 2014 | 94e             | opgave        | opgave               | 90e            |                  |                 |                      | 71e             |                       |                |  |              |  |                   |
| 2015 | opgave          | opgave        | 43e                  | 102e           |                  | opgave          |                      | 71e             |                       | 17e            |  | opgave       |  | 145e (UWT)        |
| 2016 |                 | opgave        | 71e                  | 18e            | opgave           |                 |                      | 37e             | 27e                   | 31e            |  | opgave       |  | 206e (UWT)        |
| 2017 |                 |               | 12e                  | opgave         |                  |                 |                      | 4e              | 4e                    | 6e             |  | opgave       |  | 72e (UWT)         |
| 2018 |                 | 105e          | 64e                  | 59e            | opgave           |                 |                      | 23e             | 31e                   | opgave         |  |              |  | 252e (UWT)        |
| 2019 |                 |               |                      |                |                  |                 |                      |                 |                       | 18e            |  | opgave       |  | 469e (UWR)        |
| 2020 |                 | opgave        | 48e                  |                |                  |                 |                      |                 |                       | opgave         |  | opgave       |  |                   |
| 2021 | 84e             | 41e           | 87e                  | 54e            |                  |                 |                      | opgave          | 13e                   |                |  | opgave       |  |                   |
| 2022 | 55e             | opgave        | 83e                  | 47e            | 78e              |                 |                      | 95e             | 64e                   |                |  | opgave       |  |                   |
| 2023 |                 | 62e           | opgave               | 100e           | opgave           |                 |                      | 27e             | 81e                   |                |  | opgave       |  |                   |
| 2024 | 157e            | opgave        | opgave               | opgave         | 123e             |                 |                      | 72e             | 60e                   |                |  |              |  |                   |
| 2025 |                 |               |                      |                |                  |                 |                      |                 |                       |                |  |              |  |                   |

## Ploegen
- 2010 –  Team Jayco-Skins
- 2011 –  Team Jayco-AIS
- 2012 –  Orica GreenEDGE[1]
- 2013 –  Orica GreenEDGE
- 2014 –  Orica GreenEDGE
- 2015 –  Orica GreenEDGE
- 2016 –  Orica-BikeExchange[2]
- 2017 –  Orica-Scott
- 2018 –  Mitchelton-Scott
- 2019 –  Mitchelton-Scott
- 2020 –  Mitchelton-Scott
- 2021 –  Team BikeExchange
- 2022 –  Team BikeExchange Jayco
- 2023 –  Team BikeExchange-Jayco
- 2024 –  Team Jayco AlUla
- 2025 –  Team Jayco AlUla

Aitken · Carver · Dennis · Donnelly · Durbridge · Hepburn · Lane · Lang · Matthews · O'Shea · Rudolph
Aitken · Carver · Donnelly · Durbridge · Dyball · Ellis · Hepburn · Howson · Kerby · Lane · Lang · Lovelock-Fay · McCarthy · McCulloch · Niblett · Perkins · Rudolph · Sunderland
Albasini · Beppu · Bewley · Bobridge · Clarke · Cooke · Davis · Dean · Docker · Durbridge · Gerrans · Goss · Hepburn · Howard · Impey · Keukeleire · Kruopis · Lancaster · Langeveld · McEwen · Meier · C.Meyer · T.Meyer · Mouris · O'Grady · Sulzberger · Teklehaimanot · Tuft · Vaitkus · Weening · Wilson
Albasini · Beppu · Bewley · Clarke · Cooke · Davis · Docker · Durbridge · Gerrans · Goss · Hepburn · Howard · Howson (stagiair) · Impey · Kang (stagiair) · Keukeleire · Kruopis · Lancaster · Langeveld · Matthews · Meier · C.Meyer · T.Meyer · Mouris · O'Grady · Sulzberger · Teklehaimanot · Tuft · Vaitkus · Weening
Albasini · Bewley · Chaves · Clarke · Docker · Durbridge · Ewan · Gerrans · Goss · Hayman · Hepburn · Howard · Howson · Impey · Keukeleire · Kruopis · Lancaster · Matthews · Meier · C.Meyer · Mouris · Santaromita · Schurter · Tuft · Weening · A.Yates · S.Yates · Cort (stagiair)
Albasini · Bewley · Blythe · Chaves · Clarke · Cort · Docker · Durbridge · Ewan · Gerrans · Hayman · Hepburn · Howard · Howson · Impey · Keukeleire · Lancaster · Matthews · Meier · C.Meyer · Mouris · Santaromita · Tuft · Weening · A.Yates · S.Yates
Albasini · Bewley · Chaves · Cheung · Cort · Docker · Durbridge · Edmondson · Ewan · Gerrans · Haig · Hayman · Hepburn · Howson · Impey · Juul-Jensen · Keukeleire · Matthews · Meier · Mezgec · Plaza · Power · Tuft · Txurruka · Verona · A.Yates · S.Yates · Schultz (stagiair)
Albasini · Bewley · Chaves · Cheung · Cort · Docker · Durbridge · Edmondson · Ewan · Gerrans · Haig · Hayman · Hepburn · Howson · Impey · Juul-Jensen · Keukeleire · Kluge · Kreuziger · Mezgec · Plaza · Power · Tuft · Verona · A. Yates · S. Yates
Albasini · Bauer · Bewley · Chaves · Durbridge · Edmondson · Ewan · Haig · Hamilton · Hayman · Hepburn · Howson · Impey · Juul-Jensen · Kluge · Kreuziger · Meyer · Mezgec · Nieve · Power · Trentin  · Tuft · Verona · A. Yates · S. Yates
Affini · Albasini · Bauer · Bewley · Bookwalter · Chaves · Durbridge · Edmondson · Grmay · Haig · Hamilton · Hayman · Hepburn · Howson · Impey · Juul-Jensen · Meyer · Mezgec · Nieve · Schultz · Scotson · Smith · Stannard · Trentin  · A. Yates · S. Yates
Affini · Albasini · Bauer · Bewley · Bookwalter · Chaves · Durbridge · Edmondson · Grmay · Groves · Haig · Hamilton · Hepburn · Howson · Impey · Juul-Jensen · Konysjev · Meyer · Mezgec · Nieve · Peák · Schultz · Scotson · Smith · Stannard · A. Yates · S. Yates · Zejts
Bauer · Bewley · Bookwalter · Chaves · Colleoni · Durbridge · Edmondson · Grmay · Groves · Hamilton · Hepburn · Howson · Jansen · Juul-Jensen · Kangert · Konysjev · Matthews · Meyer · Mezgec · Nieve · Peák · Schultz · Scotson · Smith · Stannard · Yates · Zejts · Choon (stagiair) · O'Brien (stagiair)
Balmer · Bauer · Bewley · Colleoni · Craddock · Durbridge · Edmondson · Grmay · Groenewegen · Groves · Hamilton · Hepburn · Howson · Jansen · Juul-Jensen · Kangert · Konysjev  · Maas · Matthews · Meyer · Mezgec · O'Brien · Peña · Reinders (vanaf 23/8) · Schultz · Scotson · Smith · Sobrero · Stewart · Yates · Bogusławski (stagiair) · De Pretto (stagiair) · Foldager (stagiair)
Balmer · Berhe · Colleoni · Craddock · De Marchi · Dunbar · Durbridge · Engelhardt · Grmay · Groenewegen · Hamilton · Harper · Hepburn · Jansen · Juul-Jensen · Maas · Matthews · Mezgec · O'Brien · Peña · Porter · Pöstlberger · Quick · Reinders · Scotson · Sobrero · Stewart · Štybar · Yates · Zana · Jørgensen (stagiair) · McKenzie (stagiair)
Berhe · Craddock · De Marchi · De Pretto · Dunbar · Durbridge · Engelhardt · Ewan · Foldager · Groenewegen · Hamilton · Harper · Hepburn · Jansen · Juul-Jensen · Maas · Matthews · Mezgec · O'Brien · Peña · Plapp · Porter · Quick · Reinders · Schmid · Scotson · Stewart · Walscheid · Yates · Zana